# ورزشگاه یادبود رابرت اف. کندی
ورزشگاه یادبود رابرت اف. کندی (به انگلیسی: Robert F. Kennedy Memorial Stadium)(ساخته شده در ۱۹۶۱)، یک ورزشگاه چند منظوره در واشینگتن، دی.سی. در ایالات متحده آمریکا است.
این استادیوم یکی از مراکز برگزاری بازی‌های جام جهانی ۱۹۹۴ بود و امروزه فقط برای بازی‌های فوتبال بکار میرود.
این ورزشگاه خانه تیم دی‌سی یونایتد است.